# الخط القوطي
قالب:Campaignbox Gothic Line
قالب:Campaignbox Italy

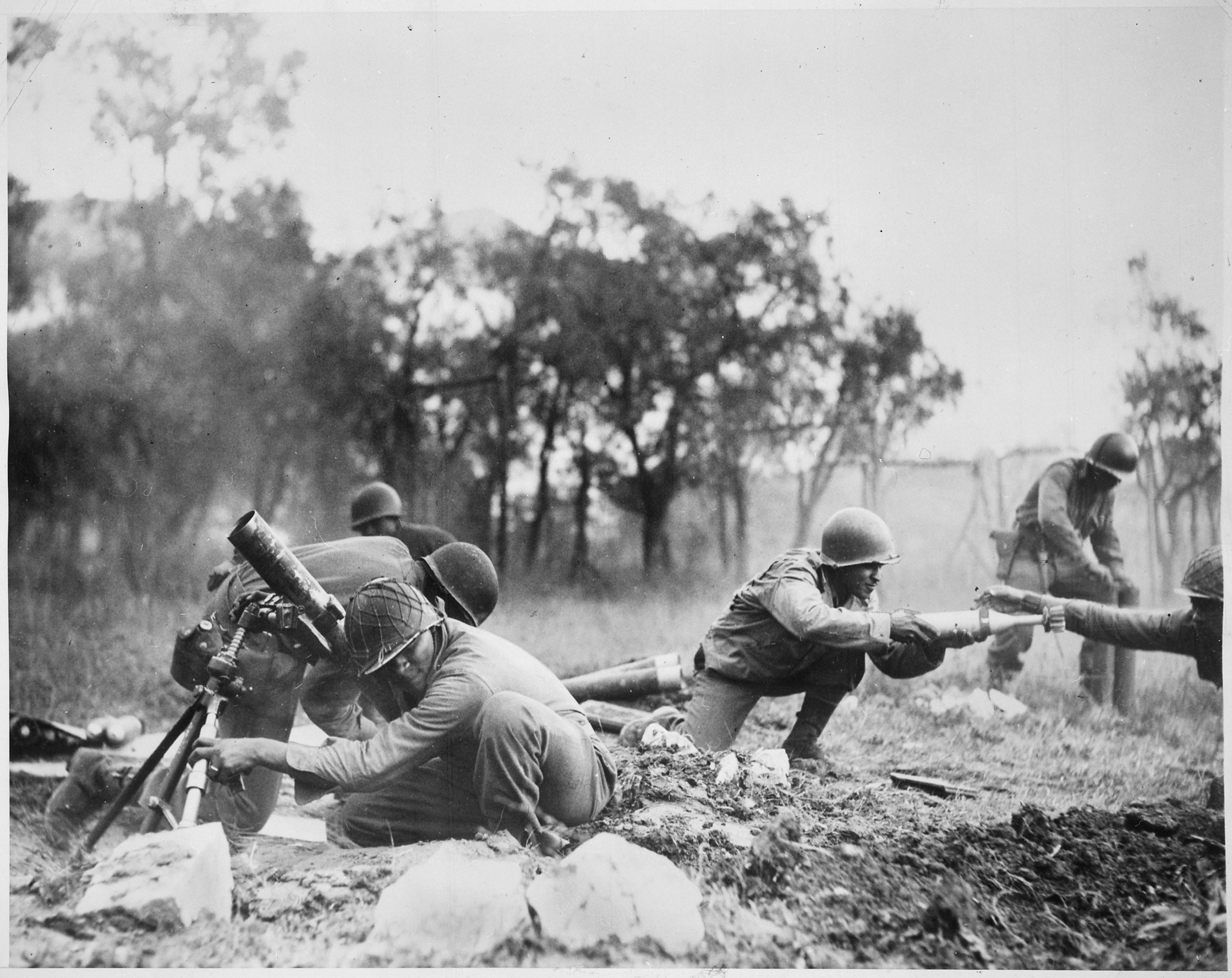
بحلول نهاية عام 1944، كانت القوات البديلة التي تم إنشاؤها مع قوات فرقة المشاة الأمريكية الثانية والتسعين (في الصورة) والفرقة البرازيلية، لم تكن قد غطت الفراغ الذي تركه أولئك الذين حولوا إلى جنوب فرنسا.

الخط القوطي ((بالألمانية: Gotenstellung)‏. (بالإيطالية: Linea Gotica)‏ كان خط دفاعي ألماني لالحملة الإيطالية للحرب العالمية الثانية. وشكل آخر خط دفاع رئيسي للفيلد مارشال ألبرت كيسلرينج على امتداد قمم الجزء الشمالي من جبال أبينين خلال عملية التراجع التي قامت بها القوات الألمانية في إيطاليا ضد جيوش الحلفاء في إيطاليا، بقيادة الجنرال السير هارولد ألكساندر.
كان لدى أدولف هتلر مخاوف بشأن حالة إعداد الخط القوطي: فقد خشي أن يستخدم الحلفاء عمليات الإنزال البرمائية لتجاوز دفاعاته. لخفض أهميته في نظر كل من الصديق والعدو، طلب تغيير الاسم، بدلالاته التاريخية، بسبب أنه إذا نجح الحلفاء في الاختراق فلن يتمكنوا من استخدام الاسم الأكثر إثارة للإعجاب لتكبير مطالبات النصر.. استجابة لهذا الطلب، أعاد كيسلرينج تسميته «بالخط الأخضر» (Grüne Linie) في يونيو 1944.
باستخدام أكثر من 15000 من العمال العبيد، أنشأ الألمان أكثر من 2000 من أعشاش المدافع الرشاشة المحصنة جيدًا، والمكامن، والمخابئ، ومراكز المراقبة ومواقع للمدفعية لصد أي محاولة لخرق الخط القوطي. في البداية، تم اختراق هذا الخط أثناء عملية Olive (المعروفة أيضًا باسم معركة Rimini)، ولكن قوات كيسلرينج كانت قادرة دائمًا على الصمود والبقاء في حالة جيدة. استمر هذا الوضع حتى مارس 1945، حيث تم اختراق الخط القوطي ولكن دون حدوث اختراق كبير؛ لن يحدث هذا الاختراق حتى أبريل 1945 أثناء الهجوم النهائي للحلفاء في الحملة الإيطالية.

تم وصف عملية الزيتون بأنها أكبر معركة خاضتها إيطاليا على الإطلاق. شارك أكثر من 120000 رجل في المعركة. اتخذت المعركة شكل تكتيك الكماشة، نفذها الجيش الثامن البريطاني والجيش الخامس الأمريكي ضد الجيش العاشر الألماني (10). Armee) والجيش الألماني الرابع عشر (14. Armee). كانت ريميني، المدينة التي تعرضت للقصف من قبل الغارات الجوية السابقة، قد أطلقت عليها 1470,000 قذيفة من القوات البرية المتحالفة معها. وفقا إلى اللفتنانت جنرال أوليفر ليز، قائد الجيش الثامن البريطاني: 

## خلفية
بعد الاختراقات المتزامنة تقريبًا في كاسينو وأنزيو في ربيع عام 1944، كانت الفرصة أمام الدول الـ 11 التي تمثل الحلفاء في إيطاليا في حصار الألمان في حركة كماشة وتحقيق بعض الأهداف الاستراتيجية لرئيس الوزراء البريطاني ونستون تشرشل من أجل حملة طويلة ومكلفة ضد المحور "underbelly".

### إستراتيجية الحلفاء
اعتبر الحلفاء الجبهة الإيطالية ذات أهمية ثانوية للهجمات عبر فرنسا، وهذا ما أكده انسحاب سبع فرق من الجيش الأمريكي الخامس خلال صيف عام 1944 للمشاركة في عمليات الإنزال في جنوب فرنسا، عملية التنين. وبحلول 5 أغسطس، انخفضت قوة الجيش الخامس من 249000 إلى 153000،  ولم يكن لديهم سوى 18 فرقة لمواجهة الجيوش الألمانية العاشرة والرابعة عشر - قوة 14 فرقة بالإضافة إلى أربعة إلى سبعة فرق احتياطية.
ومع ذلك، فقد حرص ونستون تشرشل ورؤساء الأركان البريطانية على اختراق الدفاعات الألمانية لفتح الطريق إلى الشمال الشرقي عبر «فجوة ليوبليانا» إلى النمسا والمجر. في حين أن هذا من شأنه أن يهدد ألمانيا من الخلف، كان تشرشل أكثر اهتمامًا بإحباط تقدم الروس إلى وسط أوروبا. وقد عارض رؤساء الأركان الأمريكية هذه الاستراتيجية بشدة بأنها تضعف تركيز الحلفاء في فرنسا. ومع ذلك، في أعقاب نجاحات الحلفاء في فرنسا خلال فصل الصيف، تراجع رؤساء الولايات المتحدة، وكان هناك اتفاق تام بين رؤساء الأركان المشتركة في مؤتمر كيبيك الثاني في 12 سبتمبر.